# 2か月くりこし
2か月くりこし（にかげつくりこし）とは、NTTドコモグループの携帯電話において、加入プランに毎月付与される無料通信相当額を2か月間保留できるサービスである。

## 概要
携帯電話の加入プランの多くには無料通信（もしくは無料通話）が付与されており、月々の使用料がこれを超えなければ使用料は別途請求されず、超えた場合でも無料通信を差し引いた超過分のみが請求されるシステムを取っている。ところが、月々の使用料にムラがある場合、ある月は無料通話が余り、ある月は足りないといった状況が発生する。そこで、携帯電話各社では、余った無料通信を翌月に繰り越して使用できるサービスを実施している。
「2か月くりこし」はNTTドコモグループが提供するもので、基本プランおよびパケットパックの無料通信を、2か月間繰り越すことのできるサービスである。さらにファミリー割引加入の場合は、2か月繰り越してさらに余った無料通信分は家族で「わけあえる」ようになっている。
同様のサービスとしてはソフトバンクモバイルの自動くりこしが先行しており、ドコモの2か月くりこしは2003年11月1日に開始された。
auについても、2006年8月に無期限くりこしを開始している。ただし、くりこし上限額が料金プランごとに存在する。

## 特徴

### 他社との比較
他社の類似サービスと比較して、以下の特徴がある。
- 繰り越し期間は2か月。
- パケットパックの無料通信も繰り越し可能。
- 繰り越した無料通信は、通話料金のほか、パケット料金やプッシュトークの料金に充当可能。
- 2か月繰り越して、余った無料通信は家族内でわけあえる。
- 自動加入。申し込みは不要。

他社に比べ、パケット料金の自由度が高いことが特長といえる。そのほか、2か月繰り越した後の「わけあえる」も独自サービスとしている。

### 「わけあえる」について
このサービスでは、ファミリー割引との併用で得られる「わけあえる」を一つのセールスポイントとしている。「わけあえる」が適用されるのは、以下の場合である。
- 無料通信を2か月繰り越しても、まだ余る加入者がいる。
- 同一家族内に、無料通信を使い切った加入者がいる。

上記の二つの条件を満たした場合、余った無料通信が不足分に割り当てられる。

### 他社の類似サービス
- 自動くりこし - ソフトバンクモバイルのサービス。2001年2月1日に開始。
- 無期限くりこし - auのサービス。2006年8月1日に開始。

### 関連サービス
- 家族割引サービス（ファミリー割引）